# Club Deportiu Santa Eulàlia
El Club Deportiu Santa Eulàlia fou un club català de futbol de la ciutat de L'Hospitalet de Llobregat, al Barcelonès.
Va ser fundat el mes d'agost de 1950. El seu primer president fou Manuel Museras, qui es feu càrrec d'un club d'empresa desaparegut anomenat Trinxet, reunint així 300 socis per al nou club.
El seu primer èxit arribà a la seva primera temporada i fou el triomf en un torneig organitzat pel CF Torrassenc durant la festa major de la Torrassa, on també hi participaren els clubs Tecla Sala i At. Collblanc. L'any 1952 ascendí a la Primera Categoria B del Campionat de Catalunya. Tres temporades més tard ascendí a Primera Categoria i la següent temporada a Tercera Divisió.
El juliol de 1957, el club desaparegué després de fusionar-se amb el CF Hèrcules i amb la UD Hospitalet. D'aquesta fusió sorgí el Centre d'Esports l'Hospitalet.

## Evolució de l'Uniforme
| 1950-1955 | 1955-1957 |

## Temporades
- 1950-1951: C. Catalunya, Segona Categoria[5]
- 1951-1952: C. Catalunya, Segona Categoria 2n[6]
- 1952-1953: C. Catalunya, Primera Categoria B 10è[7]
- 1953-1954: C. Catalunya, Primera Categoria B 6è[8]
- 1954-1955: C. Catalunya, Segona Categoria 3r[9] i 2n a la fase d'ascens[10]
- 1955-1956: C. Catalunya, Primera Categoria 6è[11]
- 1956-1957: 3a Divisió 22è